# Литвиненко Юрій Сергійович
Ю́рій Сергі́йович Литвине́нко (псевдо Молодший; 21 квітня 2000 — 8 травня 2022) — український військовослужбовець, учасник російсько-української війни, оборонець Азовсталі.

## Життєпис
Юрій Сергійович народився і жив у місті Малин Житомирської області. Закінчив ліцей № 1, потім навчався у Малинському фаховому коледжі. Цікавився футболом, займався фотографією.
У 2018 році хлопець вступив на контрактну службу до лав Окремого загону спеціального призначення Нацгвардії України «Азов». З 2019 року виконував бойові завдання на території ООС. Під час повномасштабної війни був старшим кулеметником відділення розвідки взводу розвідки спеціального призначення першого батальйону оперативного призначення. З перших днів повномасштабного вторгнення разом із побратимами брав участь в обороні міста Маріуполь та металургійного комбінату «Азовсталь». Загинув 8 травня 2022 року внаслідок ворожого авіаудару по заводу «Азовсталь», де перебували українські оборонці. 21 квітня воїну виповнилося 22 роки.

## Сім'я
В Юрія залишилися батьки та молодша сестра.

## Інші події
21 Листопаду 2024 року в честь Юрія пройшов турнір з боксу. До участі в змаганні приблизно 60 людей подало заяви, також багато вболівальників прийшло підтримати учасників.

## Нагороди
- Посмертно старший солдат Литвиненко Ю. С. нагороджений орденом «За мужність» ІІІ ступеня
- відзнака «Почесний громадянин Малинської міської територіальної громади».